# Kloster Lippehne
Das Kloster Lippehne war ein Kloster der Orden der Wilhelmiten und der Augustiner-Eremiten bei Lippehne, heute Lipiany, im damaligen Grenzgebiet zwischen Pommern und Brandenburg im 13. Jahrhundert.

## Lage
Das Kloster lag wahrscheinlich auf einer Halbinsel im Wendelsee etwa 2,5 Kilometer nordnordöstlich der Stadt Lippehne, auf der später die Bezeichnung Mönchenende bzw. Münchenende überliefert wurde. Das Gebiet gehörte zum Besitz des pommerschen Bistums Cammin und ging 1276 an die brandenburgische Neumark.

## Geschichte
Das Kloster wurde kurz vor 1255 als erstes Kloster östlich der Elbe des neuen Ordens der Wilhelmiten gegründet. Gründer war entweder der Bischof von Cammin, zu dessen weltlichem Besitz das Gebiet damals wahrscheinlich gehörte oder der Herzog von Pommern.
1255 wechselte das Kloster zum Orden der Augustiner-Eremiten.
Im August 1266 wurde das Kloster in einer päpstlichen Bulle erstmals erwähnt, in der ihm erlaubt wurde, im Augustiner-Orden zu bleiben. Im gleichen Jahr wurde ein Prior des Klosters in einer Urkunde des Herzogs Barnim von Pommern als Zeuge genannt.
1290 baten der Prior Henning und ein weiterer Bruder den Herzog um Gründung von Tochterklöstern in Königsberg und Friedeberg. Danach wurde das Kloster nicht mehr erwähnt.
Weitere Informationen über das Kloster sind nicht erhalten.